# Malakoff – Rue Étienne Dolet (Métro Paris)
Malakoff – Rue Étienne Dolet ist eine oberirdische Station der Pariser Métro. Sie befindet sich zwischen den Gleisen der Bahnstrecke vom Gare Montparnasse nach Versailles und befindet sich im Pariser Vorort Malakoff. Sie wird von der Métrolinie 13 bedient.
Die Station wurde am 9. November 1976 in Betrieb genommen, als der Abschnitt der Linie 13 von der Station Porte de Vanves bis zur Station Châtillon – Montrouge eröffnet wurde.